# Broager Kirke
Broager Kirke er en kirke i Broager Sogn, der ligger i Sønderborg Kommune. Kirken er viet til Jomfru Maria, men er mere kendt for sin tilknytning til Sankt Jørgen.
Kirken er opført i munkesten og består af romansk apsis, kor og skib fra omkring 1209 og tårn fra 1400-tallet med to spir, et gotisk sakristi og to gotiske korsarmskapeller, også fra 1400-tallet. Kirken var oprindelig romansk fra omkring 1209 og bygget af munkesten. Skibet har haft fire vinduer i flankemurene, heraf er tre åbnet mod nord.
Kirkens hovedskib danner et kors, hvor sideskibene er korsarme. I den gotiske tid blev det flade plankeloft erstattet med høje spidsbuede hvælvinger, og derfor ses i kor og hovedskib et stilsammenstød mellem det romanske (rundbuede) og det gotiske (spidsbuede).
Tagene er dækket med skifer, bortset fra apsisen som er dækket med bly.
Både apsisen og koret har gesimsudsmykning. Som i mange gamle kirker havde kvinderne egen indgang. I Broager Kirke er denne muret igen. Det er også en tilmuret dør ved koret. I dag er hovedindgangen via rummet under tårnet.
Kirken er blevet ændret adskillige gange gennem de mange år, den har eksisteret. Sidst i 1990'erne, gennemgik kalkmalerierne en gennemgribende rensning og farverne i kirken forandret, så kirken nu fremstår i lyse toner, prædikestol og døbefont er flyttet. Endvidere er altertavlen flyttet fra sin plads over alteret, således at de tre vinduer i apsis er synlige.
Restaureringen er sket i samarbejde med arkitekterne Hans Lund og Alan Havsteen-Mikkelsen. Sidst nævnte har bl.a. tegnet ny alterskranke samt lavet glasmosaikken i midtervinduet i apsis.

## Tårnet
Det senromanske brede tårn er fra omkring 1300, mens de to gotiske spir er fra omkring 1400. Kirkens tvillingetårne hævdes at have haft betydning under preussernes bombardement af Dybbøl-stillingen i foråret 1864. Man posterede en udkigspost på en gangbro mellem spirene, hvorfra soldaten kunne se granatnedslagene i forhold til Dybbøl Mølle, og derefter korrigere kanonernes sigte herefter.

## Altertavle
1993 gennemgik altertavlen en grundig istandsættelse. Tavlen der siden 2001 er placeret i søndre korsarm, er fra 1717 og udført af Anthon Günther Lundt fra Sønderborg. Stilen er barok med rankeværk af akkantus. 2 søjler indrammer billeder af Korsfæstelsen og Nadveren.
Ved den sidste restaurering påbegyndt i 1993 flyttedes altertavlen fra alteret til sideskibet mod syd, og her blev der plads til dens oprindelige størrelse. Samtidig gennemgik altertavlen en grundig istandsættelse.

## Døbefont
Fonten er fra omkring 1200 er sammensat af to granitarter; en rødlig kumme på en grålig fod. De 4 mandshoveder på foden er udhuggede. Hovederne er modstillet to og to. To med pagehår uden skæg og to med midterskilning og skæg. Fontelåget er en krone af træ fra 1787. Dåbsfadet af messing er fra samme tid.

## Orgelet
Orgelet er placeret foran tårnrummet og orgelfacaden er barok fra 1740. Nicolai fra Varnæs har i 1794 dekoreret panelet i orgelpulpitur . Værket med 11 stemmer er af Marcussen & Søn fra 1968.

## Kalkmalerierne
Kirkens restaurering i 1924-27 afslørede kalkmalerier fra 4 perioder; romanske fra begyndelsen af 1200-tallet, gotiske fra omkring 1500 og renæssancemalerier fra 1587. Det antages at de ældste er fra tiden kirken blev opført. Alle malerier er på kalket bund og blev renset under restaureringen i 1996-97.
Apsisbilledet Kristus den Almægtige fra omkring 1250 viser Kristus i en oval regnbue og han holder Livets Bog i venstre hånd og velsigner menigheden med den anden. Rundt om regnbuen er der seks personer og over disse igen symbolerne for evangelisterne. Apsisbuen er rammet ind af en frise som består af 12 medaljoner med portrætter af apostlene.
Dommedagsbilledet fra omkring 1500 viser Kristus sidder til doms på regnbuen. Over ham blæser to engle i domsbasunerne. Omkring ham på regnbuen fremholder fremholder to andre engle de torturredskaber, han blev pint med: kors, tornekrans, marterpæl, pisk osv. Under regnbuen står de døde op af gravene, mens Ærkeenglen Mikael vejer sjælene.
Under retfærdighedens sværd til højre er et helvedstårn til de fortabte sjæle.Men under nåleliljen til venstre er himmelborgen. Sankt Peter står med sin nøgle og hilser de frelste velkommne. Hvor regnbuen begynder og ender knæler Maria og Johannes.
Kalkmalerierne i nordre korsarm illustrerer fortællingen om Sankt Jørgens martyrium. Han ville ikke afsværge sin kristentro og hængt op i et træ modstod han tortur. Han døde senere ved halshugning, men som en rigtig helgen uden at afsværge sin tro. Sankt Georg eller Sankt Jørgen var populær i den sene middelalder, og blev påkaldt som værn mod pest og spedalskhed.

## Sankt Jørgen og Dragen
I nordkapellet ses træfigurerne af Sankt Jørgen og Dragen. Figurgruppen er fra 1490erne, men blev fornyet i 1880.
Fortællingen om dragekampen lyder således:"Sankt Georg" "Vor Herres første ridder"kom til et land,hvor en frygtelig drage skræmte folk fra vid og sans med sin forgiftede ånde. Hver dag blev der ofret to får til dragen. Men fårene slap op og loddet faldt på prinsessen Kleodelinde. Som en brud gik hun ud til dragens hule.
Sankt Georg gik til angreb og med sin lanse spiddede han dragen. De bandt den med Kleolindes livbånd, førte dragen ind til byen, hvor den i offentlighed blev halshugget. For sin dåd afslog Sankt Georg at modtage gaver. Han havde viet sit liv Jomfru Maria, Guds moder, og kunne ikke gifte sig. Men han bad kongen vise de fattige medfølelse."

## Kirkegården
Kirkegården er opdelt efter skikken i middelalderen med afsnit for hver enkelt landsby i kirkesognet.
2009 blev der anlagt 16 nye urnegravsteder på den gamle del af kirkegården nord for Kirken. De nye urnegravsteder er større end de tidligere, så de også kan fungere som familiegravsteder, da der kan være 4 urner i gravstedet samtidig. Fredningstiden er 10 år.
1990 blev der foretaget en registrering af 68 bevaringsværdige gravsteder på kirkegården. Blandt andet er der flere præsters og teglværksejeres gravsteder. Det ældste gravsted på kirkegården er et 7 pladsers gravsted over familien fra Skeldegård. Desuden findes den sønderjyske socialdemokratiske folketingsmand I.P. Nielsens gravsted på kirkegården.
Fra krigen 1864 hviler her 73 danske og 200 tyske soldater. Til minde om de danske soldater er rejst en sleben granitobelisk med indskriften: Minde over 73 danske krigere faldne ved Dybbøl i kampen for fædrelandet 1864.
I forbindelse med kirkegården ligger en mindelund. Her er der en høj med 165 gravsten over faldne i 1. verdenskrig fra Broager Land. Der er i alt 195 navne hvilket skyldes, at brødre eller far og sønner står på samme sten. Korsets udformning viser, om de var fra en dansk eller hjemmetysk familie. I mindelunden er der også en sten med to gendarmer, der døde i koncentrationslejr i 1944.

## Klokkehuset
Det fritstående 7 m × 7 m store klokkehus af egetræ fra 1650, blev bygget til at bære kirkens tre klokker, der måtte nedtages fra det alt for svagt byggede kirketårn. Kirketårnet blev forstærket 1804 og 1880 og klokkerne blev i 1904 flyttet tilbage til deres oprindelige plads. Efter restaurering i 1976 bruges klokkehuset nu som kapel.
- Broager Kirke
- Danmarks eneste landsbykirke med to spir
- Klokkehuset
- Prædikestolen fra 1591 med lydhimmel
- Prædikestolen fra 1591
- Døbefonten
- Kristus den Almægtige fra 1250
- Dommedagsbilledet fra omkring 1500